# Diaphragme (optique)
Pour les articles homonymes, voir Diaphragme.

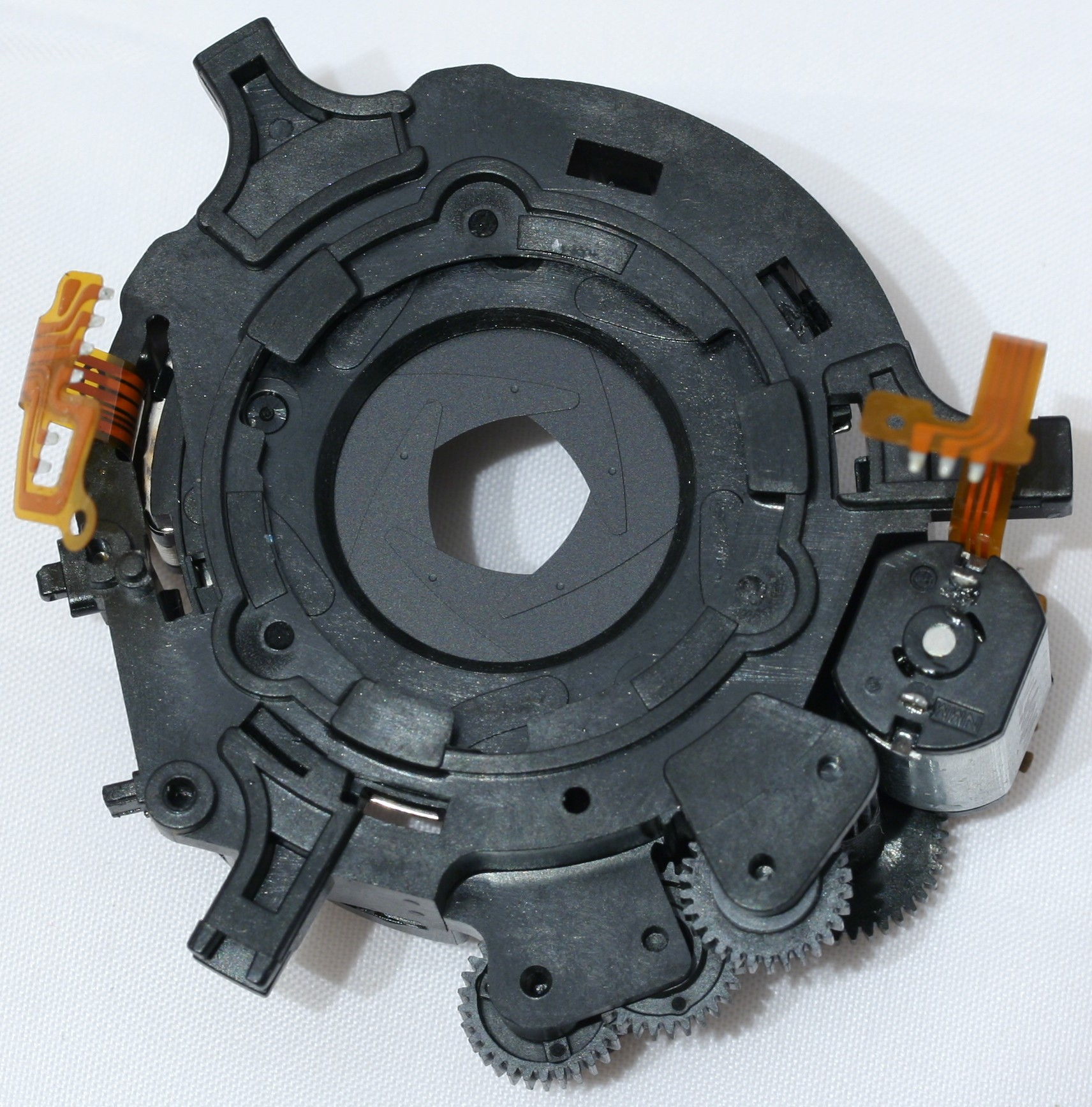
Diaphragme à iris motorisé d'un objectif photographique.

Un diaphragme est un élément mécanique interposé sur le trajet lumineux dans un instrument optique, il conditionne la quantité de lumière transmise ainsi que l'ouverture du système.
On distingue les diaphragmes de champ qui limitent la portion de l'objet qui sera imagée par le système optique des diaphragmes d'ouverture qui limitent l'angle des rayons traversant le système. Il peut prendre plusieurs formes en fonction des applications auxquelles il est destiné, dont la forme d'un diaphragme à iris ; tout élément du système peut constituer un diaphragme en soi : bord de lentille, monture, entretoise, pièce dédiée, capteur, clinquant, etc.

## Histoire

### Diaphragmes simples

A) Diaphragmes à vanne dit Waterhouse
B) Diaphragme à bande
C) Diaphragme à barillet

Sur les appareils les plus simples ou les plus anciens, le diaphragme est un simple trou sur une paroi interposée sur le trajet lumineux. Il en est ainsi dans la camera obscura, dans le Minox B et dans les appareils photographiques jetables. Dans les expériences d'optique, il est rarement nécessaire de faire varier continuellement l'ouverture du diaphragme, ce qui explique qu'un petit nombre de diaphragmes simples (trous percés dans des plaques métalliques) suffise.
De manière plus complexe, plusieurs trous placés sur un élément mobile permettent un réglage succinct entre des préréglages établis arbitrairement. Ce procédé est très utilisé pour les manipulations interférométriques (Michelson) ou d'étude des aberrations optiques d'un système (méthode du point lumineux).

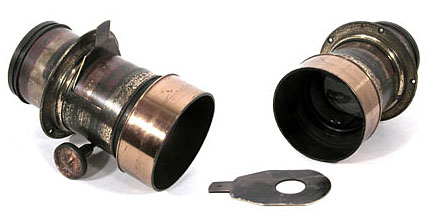
Objectif et diaphragme Waterhouse (en).
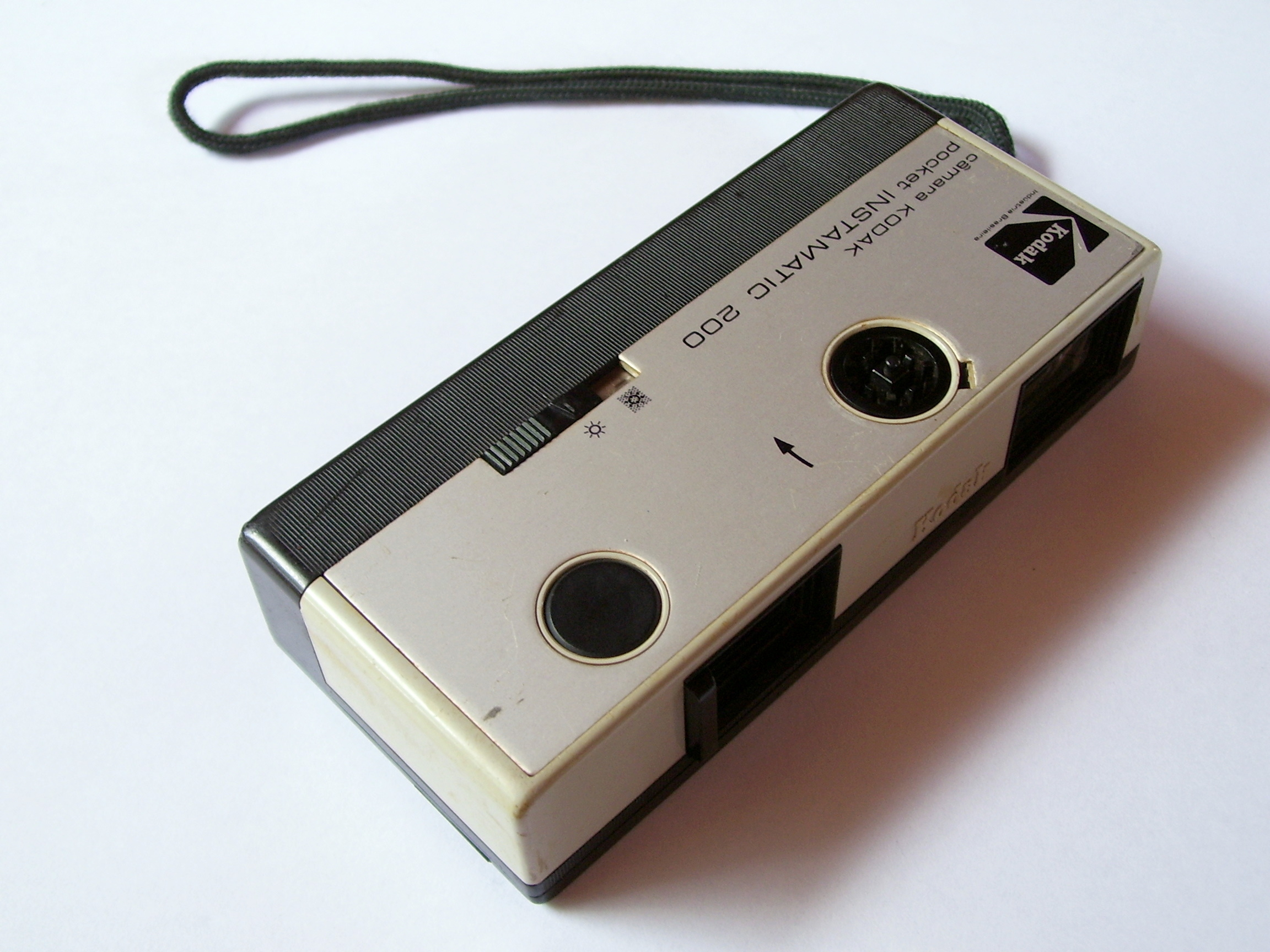
Instamatic Kodak avec diaphragme à 2 positions.
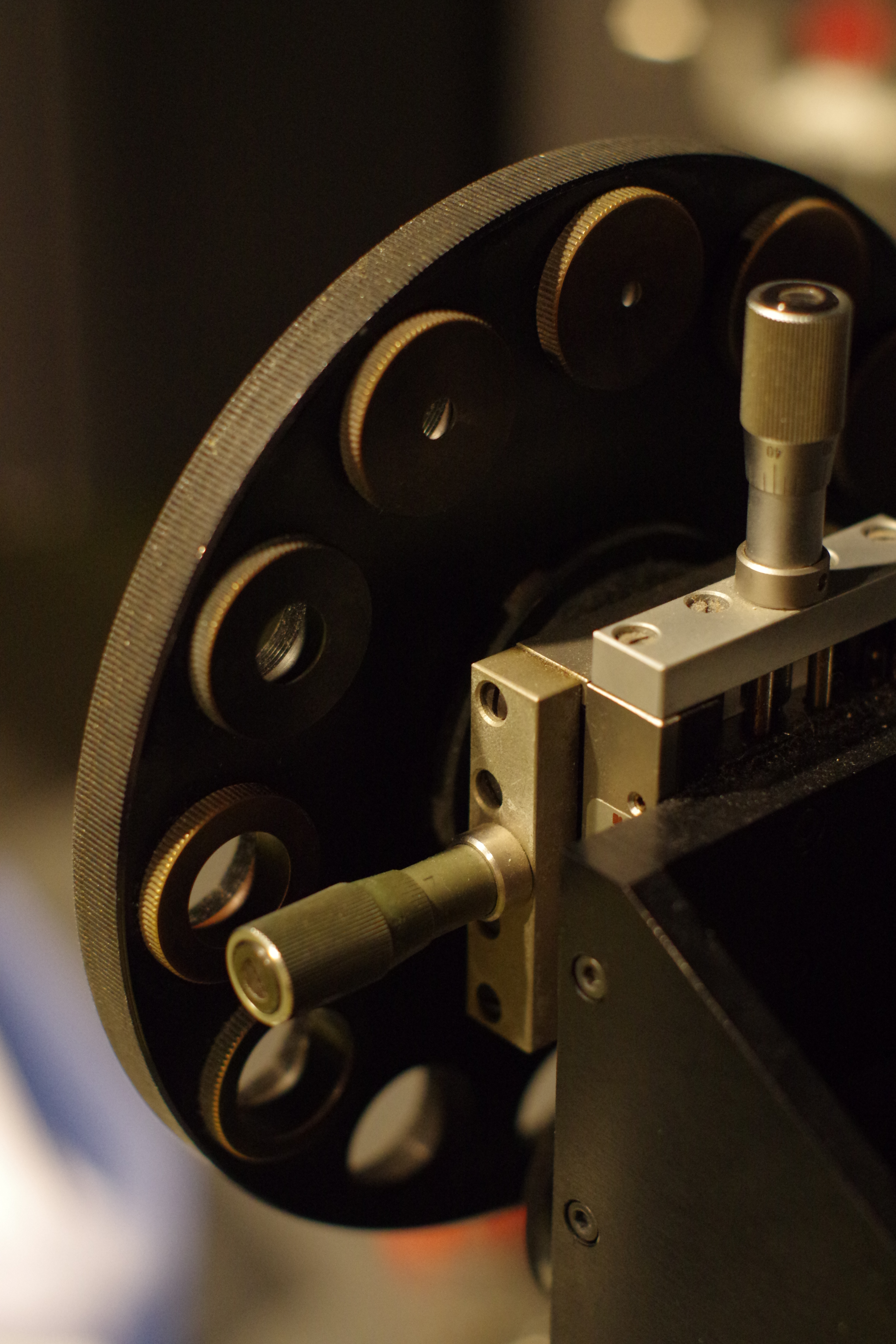
Diaphragmes d'un interféromètre de Michelson.

### Diaphragmes à iris

Différents types de diaphragmes à iris.

D'autres systèmes optiques nécessitant une plus grande compacité ou un très grand nombre d'ouvertures différentes utilisent le diaphragme à iris, qui permet un réglage continu entre sa pleine ouverture et sa fermeture maximale.
Un diaphragme à iris est constitué d'un ensemble de lamelles métalliques dont la tranche décrit un polygone régulier. En photographie, la majorité des diaphragmes possède de 5 à 9 lamelles. L'ouverture ou la fermeture du diaphragme à iris est contrôlée par des ergots placés sur la bague du diaphragme. Ce procédé mécanique permet l'ouverture ou la fermeture du diaphragme uniquement avec un élément de contrôle placé sur la tranche du diaphragme à iris. Cette propriété justifie d'ailleurs son utilisation privilégiée dans les optiques photographiques et dans tout système optique fermé.
Le nombre et la forme de lames composant l'iris est variable, plus leur nombre est grand plus l'ouverture sera circulaire. La forme de cette ouverture donnera la forme des taches du flou d'arrière plan ou bokeh.

## Principe de fonctionnement optique
Le diaphragme d'un système optique peut avoir deux rôles principaux : 
- occulter une partie du champ objet, dans ce cas on parle de diaphragme de champ ;
- occulter une partie de l'ouverture du système, dans ce cas on parle de diaphragme d'ouverture.

### Diaphragme de champ
Le diaphragme de champ délimite la zone de l'espace objet qui sera imagée par le système optique. En fonction du diaphragme de champ, on distingue deux types de configurations optiques :
- capteur d'image : l'image fournie par le système optique est plus grande que le détecteur qui est le diaphragme de champ du système ;
- capteur de flux : l'image fournie par le système optique est plus petite que le détecteur, le détecteur sert à collecter du flux.

### Diaphragme d'ouverture

Coupe d'un objectif montrant la position du diaphragme.

Le diaphragme d'ouverture est l'élément mécanique qui impose l'angle maximal des rayons lumineux par rapport à l'axe optique. Ce diaphragme peut être le bord d'une lentille, le détecteur ou un diaphragme choisi pour limiter l'ouverture, comme un diaphragme à iris. Dans un objectif photographique, il est généralement placé entre deux lentilles ou groupes de lentilles.
Le diaphragme a une grande importance en photographie : il permet de modifier l'ouverture numérique du système utilisé pour contrôler la profondeur de champ, la luminosité et le piqué de l'image .

#### Influence sur la profondeur de champ
La profondeur de champ est directement liée à l'ouverture du diaphragme par :
{\displaystyle \mathrm {PdC} \approx {\frac {2NcD^{2}}{f^{2}}}}
où N désigne l'ouverture du diaphragme, c le cercle de confusion, D la distance au sujet et f la focale.

#### Influence sur la quantité de lumière transmise
Le diaphragme limite la quantité de lumière transmise dans un système optique. En pratique (même pour les diaphragme à iris) on peut assimiler le diaphragme à un disque.
En notant {\displaystyle u} le demi-angle au sommet du cône d'ouverture et {\displaystyle L} la luminance, on obtient sur le plan image l'éclairement :
{\displaystyle E=\pi L\sin ^{2}(u)}

#### Influence sur les aberrations
En limitant l'angle des rayons lumineux de bord de pupille optique, le diaphragme a une influence sur les aberrations optiques du système.
Le rôle du diaphragme est double pour la conception optique :
- sa position permet de réduire ou annuler certaines aberrations, si elle est bien choisie (coma par exemple[14]) ;
- sa dimension permet de réduire les aberrations dont le terme augmente fortement avec l'angle (aberration sphérique, astigmatisme[15]).

L'impact de la dimension du diaphragme en conception optique explique qu'il soit utilisé en photographie pour choisir notamment le piqué de l'image.

#### Influence sur le vignettage

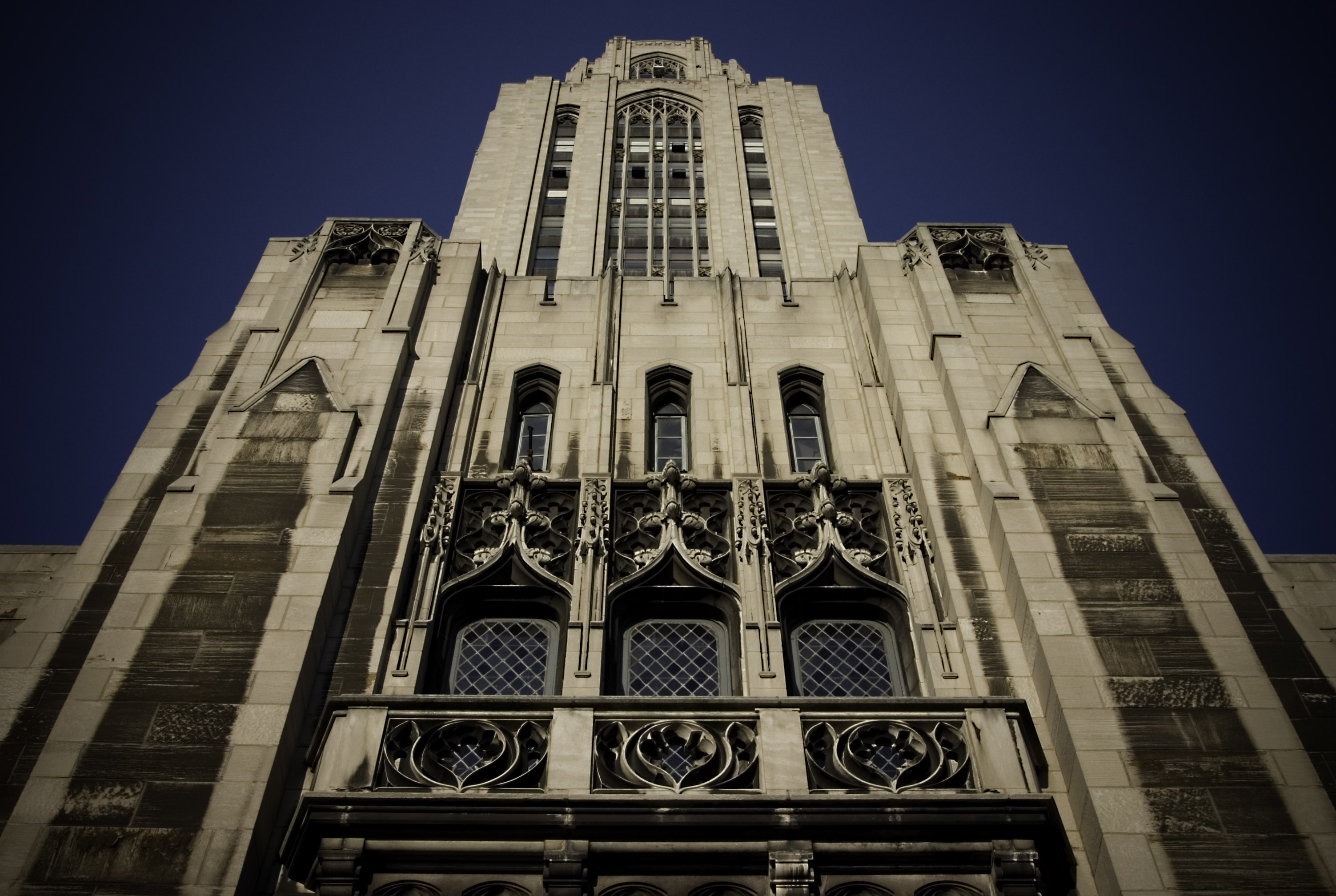
Exemple de vignettage sur une photographie.

Le vignettage désigne l'assombrissement de la périphérie d'une image. Celui-ci provient du fait que tout point du détecteur ne voit pas le même champ du fait des dimensions des lentilles successives. Le vignettage est amplifié à ouverture importante puisque les rayons présentant l'angle le plus important sont coupés avant d'atteindre le détecteur.

## Applications
- En interférométrie, le diaphragme permet de choisir la configuration de la source lumineuse : source cohérente spatialement fine ou source étendue[17].
- En imagerie, le diaphragme permet le filtrage de fréquences (filtrage des hautes fréquences par exemple si le diaphragme est placé dans le plan de Fourier)[18].
- En microscopie, le diaphragme est un élément fondamental de l'éclairage Köhler[19] qui permet notamment de contrôler la quantité et la qualité de l'éclairage.
- Dans un objectif photographique, l'importance de son ouverture est entre deux bornes précises : grand ouvert, la lumière est abondante mais les aberrations chromatiques et de sphéricité y seront plus présentes, dans le cas opposé, faible ouverture, ces défauts seront atténués, mais la clarté s'en ressent et arrivent les phénomènes de diffraction.
- En radiologie, les tubes à rayons X sont équipés d'un diaphragme formé par des lamelles en plomb permettant de limiter la surface du champ d'irradiation. Cette limitation permet d'éviter l'irradiation des tissus du patient non concernés par l'examen, de réduire le rayonnement diffusé et d'améliorer la qualité de l'image pour les installations munies de détecteurs numériques.

## Synchronisation avec un boîtier photographique

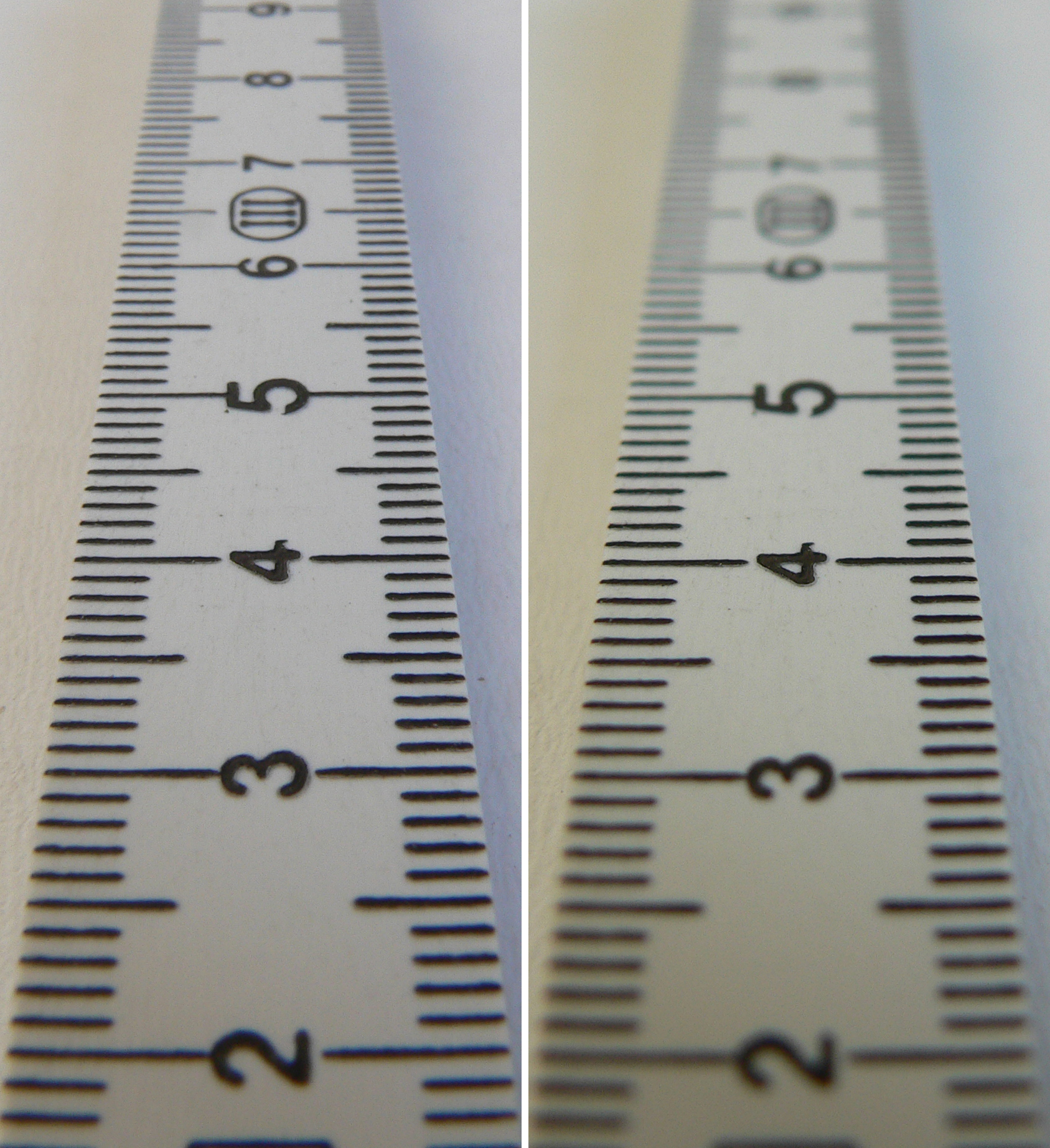
Exemple de la gestion de l'ouverture du diaphragme sur la profondeur de champ.

### Contrôle de l'ouverture avant la prise de vue
Avec un appareil reflex, la visée passe par l'objectif et donc par le diaphragme. Si on ferme fortement le diaphragme pour augmenter la profondeur de champ, l'image devient sombre et la visée difficile. Les tout premiers reflex, tels que l'Alsaflex, disposent d'une « présélection » pour laisser l'objectif ouvert en grand jusqu'au déclenchement, ce qui a pour conséquence qu’il n'est plus possible de juger à l'œil de la profondeur de champ. Les appareils experts sont donc munis d'une commande (levier, bouton…) permettant de fermer manuellement le diaphragme à sa valeur de prise de vue si nécessaire. La visée s'assombrit alors, ce qui est normal et la netteté perçue dans le viseur donne une idée de celle qui se retrouvera sur la photo.
Il est très facile sur les anciens objectifs d'agir sur le levier de présélection du diaphragme et de voir que certains objectifs bon marché ont des lamelles très réfléchissantes, ce qui n'est pas le cas des objectifs de bonne qualité et beaucoup plus coûteux.

### Asservissement au posemètre du boîtier
Sur les appareils automatiques ou semi-automatiques, le diaphragme est asservi au posemètre.
Cette synchronisation longtemps mécanique est aujourd’hui[Quand ?] principalement électromécanique. Le diaphragme est couplé à un moteur électromécanique qui assure la rotation des lames. Pour les réflex numériques, c’est pratiquement toujours le cas ; pour les APN bridges et compacts, c’est la norme.
En mode Priorité vitesse (S), l’utilisateur choisit de fixer la vitesse d’exposition, le calculateur détermine la valeur de l’ouverture du diaphragme pour obtenir l’illumination requise en fonction de l’éclairement mesuré au travers de l’objectif (mesure TTL) ou par un capteur spécifique.
En mode Priorité à l'ouverture (A), l’utilisateur choisit de fixer l’ouverture, le calculateur déterminera le temps de pose pour obtenir l’illumination requise.
En mode Automatique (P), le calculateur détermine un couple temps de pose/ouverture en fonction des caractéristiques déterminées par le fabricant.
Cet asservissement permet aussi la technique du bracketing, où plusieurs prises de vue du même sujet sont effectuées rapidement, en modifiant les valeurs de l'ouverture autour d'une valeur centrale, en général plus ou moins une valeur d'ouverture.

### Limites des automatismes
Pour les prises de vues cinématographiques ou vidéo, l'automatisation de la valeur d'ouverture pose deux problèmes caractéristiques, celui de la variation de l'exposition et celui de la variation de profondeur de champ au cours d'un même plan. La valeur de l'ouverture s'adaptant en continu au mouvement de caméra ou des sujets, en fonction de l'illumination perçue par l'objectif. C'est le phénomène de pompage, qui est particulièrement gênant, car contrairement à l'adaptation de l'iris de l'œil, ces variations ne sont pas compensées par le cerveau et deviennent parfaitement perceptibles.